# Bé Ký
Bé Ký (1938 - 12 tháng 5 2021) tên thật là Nguyễn Thị Bé là một họa sĩ Việt Nam quê ở Hải Dương. Bà mồ côi cha mẹ từ năm lên tám. Ngón vẽ của bà phần lớn là tự học nhưng bà cũng được các họa sĩ Trần Đắc, Trần Văn Thọ và Văn Đen chỉ dẫn thêm.
Vào Nam sau khi đất nước chia đôi, bà được chú ý đến sau buổi triển lãm tranh đầu tiên năm 1957 ở hội Pháp văn Đồng minh (Alliance française) do René de Berval bảo trợ. Tranh bà sau được trưng bày ở Hội Việt Mỹ và Trung tâm Pháp. Cho đến năm 1975 bà đã đi triển lãm ở Paris và Đông Kinh.
Sau năm 1975 vì không thích ứng được với lối mỹ thuật hiện thực xã hội chủ nghĩa (Socialist realism), sinh hoạt của bà bị hạn chế. Vượt biên không thành, gia đình bà càng gặp nhiều khó khăn.
Năm 1989, bà cùng chồng là họa sĩ Hồ Thành Đức được xuất cảnh sang Mỹ. Từ đó đến nay tranh Bé Ký đã được trưng bày ở nhiều phòng tranh (gallery) và bảo tàng mỹ thuật tại Mỹ kể cả Viện Smithsonian. Tranh Bé Ký thuộc trường phái sketchings tức phác họa bằng bút lông trên giấy và lụa. Thời kỳ sau năm 1989 tranh Bé Ký thu nạp thêm dạng sơn mài.
Năm 2002 bà cho ra mắt cuốn My Beloved Vietnam - Quê Hương Mến Yêu, song ngữ Việt-Anh.
Bà mất tại tư gia ở Quận Cam (California) năm 2021.